# Тумба (стадион)
Вижте пояснителната страница за други значения на Тумба.
„Тумба“ (на гръцки: Γήπεδο Τούμπας) е футболен стадион, намиращ се в Солун, Гърция. Собственост e на спортния клуб ФК ПАОК.
Построен е през 1959 г. за спортни съоръжения на клуба. От 1979 г. също служи за домакинските срещи на ФК ПАОК. Стадионът се намира в квартала на Солун Тумба. Първоначалният му капацитет е 45 000 преди да бъдат инсталирани седалки навсякъде, което намалява капацитета до 32 000. След създаването на защитени зони през 2000 г. капацитетът става 28 701. Рекордната публика е 45 525 в първодивизионния сблъсък между ФК ПАОК и АЕК Атина на 19 декември 1976 г. Официалното име на стадиона е „Стадион ПАОК“, но най-често е наричан наимето на квартала.
На стадион „Тумба“ са се играли няколко мача на Гръцкия национален футболен отбор. Стадионът е избран да служи за тренировки по време на Летните олимпийски игри в 2004 година и затова е ремонтиран от 2003 до 2004 г. Сложен е нов покрив над западната трибуна, съблекални, ВИП места, ТВ студия, зали за пресконференция, подобрение на настилката и други.